# Gutierre Gómez de Fuensalida
Gutierre Gómez de Fuensalida (c. 1450 - c. 1534) foi um diplomata, soldado e político castelhano, embaixador dos Reis Católicos no Sacro Império Romano-Germânico, no Condado de Flandres e no Reino da Inglaterra entre 1496 e 1509. Ele também foi prefeito de Granada e de Málaga, comandante de Membrilla, de los Bastimentos e de Villaescusa de Haro, além de cavaleiro da Ordem de Santiago.

## Biografia
Durante a sua longa vida, Gutierre Gómez de Fuensalida serviu em guerras, embaixadas e cargos de grande importância durante o reinado dos Reis Católicos e mesmo na época do Imperador Carlos V. Deve ter nascido por volta de 1450, em virtude do que se pode afirmar. deduzido de sua correspondência e testamento. Era filho de Alonso Gutiérrez de Fuensalida, comandante de Montealegre e descendente direto de Gil García Laso de la Vega. Sua mãe era Juana Téllez de Toledo, pertencente, portanto, a uma família de ascendência ilustre.
Em 1470 casou-se em Requena com María de Arroniz, filha de Sancho de Arroniz, que se destacou pela sua participação na conquista de numerosas cidades na época dos Reis Católicos. Em 1475, com a morte de seu pai, recebeu o comando de Villaescusa de Haro, incrementando sua posição ao longo dos anos.
Durante a sua juventude e ainda na idade adulta esteve sob as ordens de Rodrigo Manrique, Conde de Paredes, tendo de participar, portanto, em inúmeras batalhas e encontros militares derivados da ofensiva real contra os últimos enclaves da Espanha muçulmana realizada pelos Reis Católicos. Na verdade, deve ter tido uma presença muito ativa nas campanhas anteriores à conquista de Granada, como o confirmam as referências que apareciam em numerosas fontes e crônicas da época.
Da mesma forma, contribuiu para a recuperação pelos Reis Católicos de numerosas vilas e lugares que haviam escapado ao controle real, o que causou inimizade e confronto com alguns setores da nobreza, causando inúmeras perdas econômicas e materiais ao seu património. Apesar das reclamações que enviaram para os monarcas, os nobres nunca foram atendidos.
Terminada a guerra de Granada, ou possivelmente algum tempo antes, instalou-se na cidade de Málaga, para cuja conquista, em 1487, também deve ter contribuído. Lá residiu com a família, de forma mais ou menos contínua, especialmente a partir de 1492, até reingressar no serviço real em 1494.
Daí até 1496, ano em que ingressou no trabalho diplomático, no qual é reconhecido como um dos mais hábeis embaixadores dos Reis Católicos, presume-se que deve ter estado ocupado em assuntos de alguma importância, embora quase não haja notícias documentais a respeito. De outra forma não seria possível compreender porque o rei Fernando lhe confiou missões de tamanha importância como as que desempenhou na Alemanha, na Flandres e na Inglaterra. Acompanhou Joana de Castela durante a sua estadia na Flandres. Exerceu tais cargos até 1510, ano em que se estabeleceu em Granada, quando foi nomeado prefeito da cidade.
Desde 1517 aparece radicado definitivamente em Málaga, onde empreendeu algumas fundações, e onde a partir de 1518 exerceu o cargo de conselheiro da cidade. Ele morreu lá por volta de 1534.

## Cultura popular
O ator Fernando Guillén Cuervo interpretou Gómez de Fuensalida na série Isabel (2012-2014) da televisão espanhola e no filme "A coroa partida", sequência da referida série.